# Ephedra fragilis
Ephedra fragilis är en kärlväxtart som beskrevs av René Louiche Desfontaines. Ephedra fragilis ingår i släktet efedraväxter, och familjen Ephedraceae.

## Underarter
Arten delas in i följande underarter:
- E. f. cossonii
- E. f. fragilis

## Bildgalleri

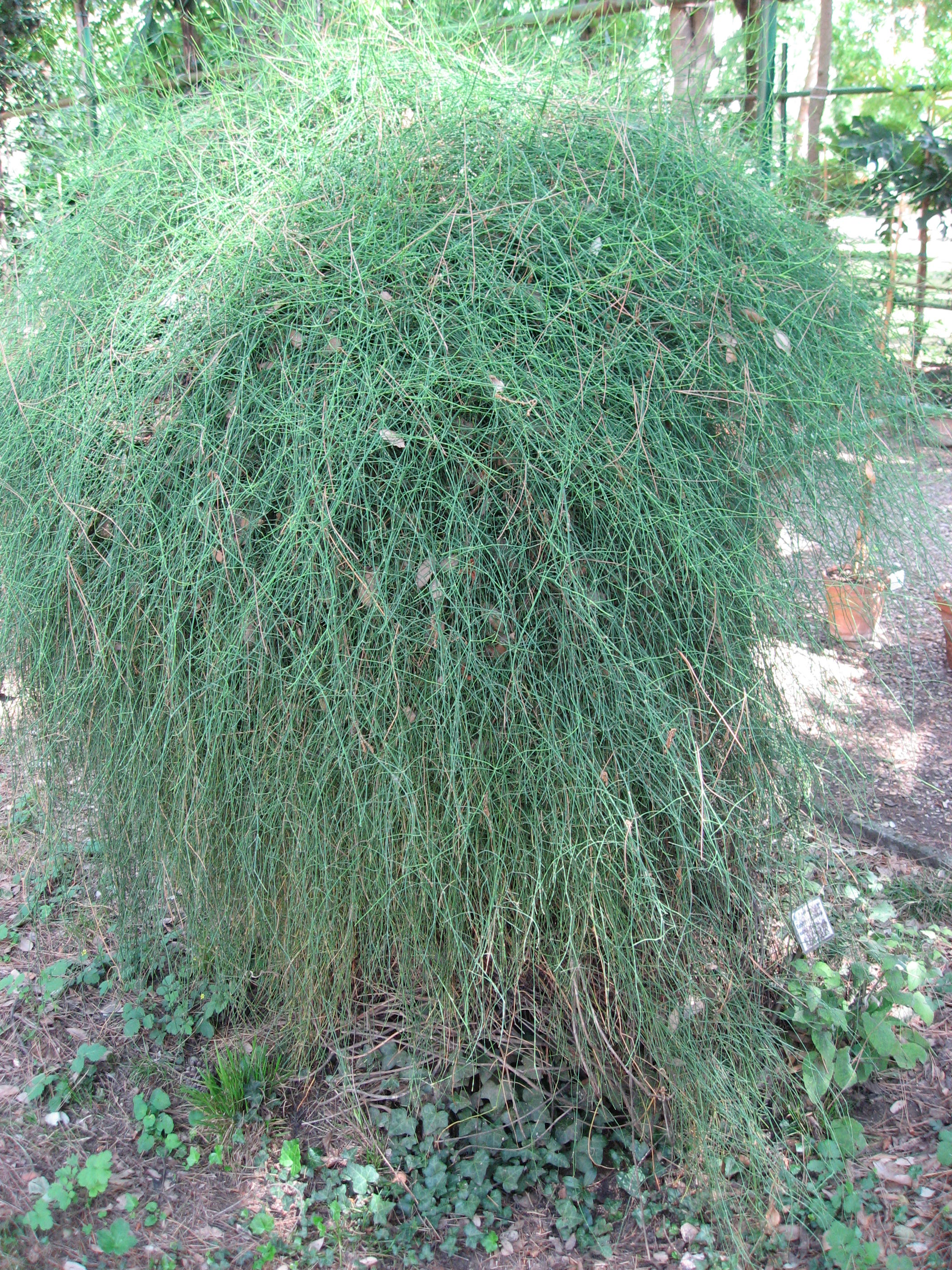
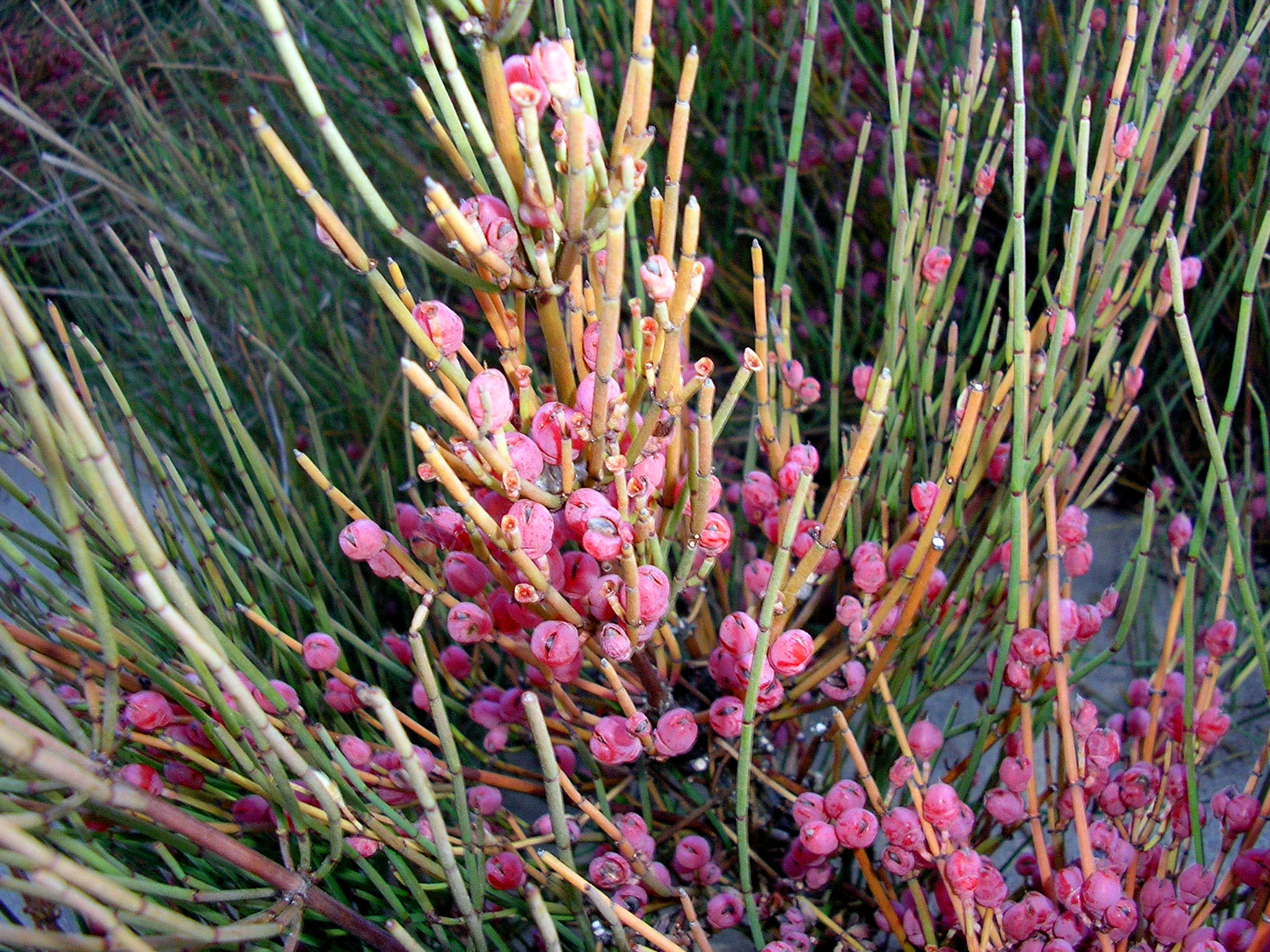
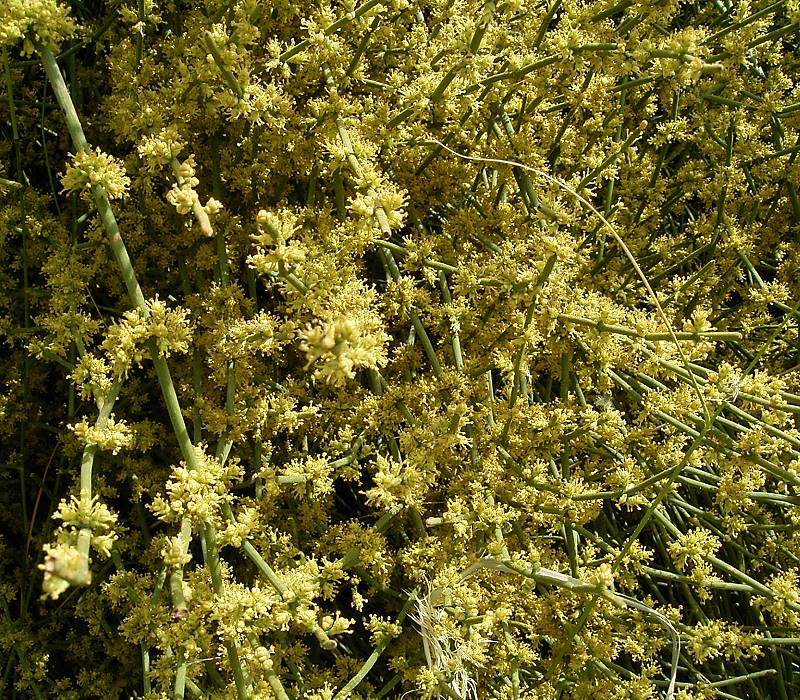
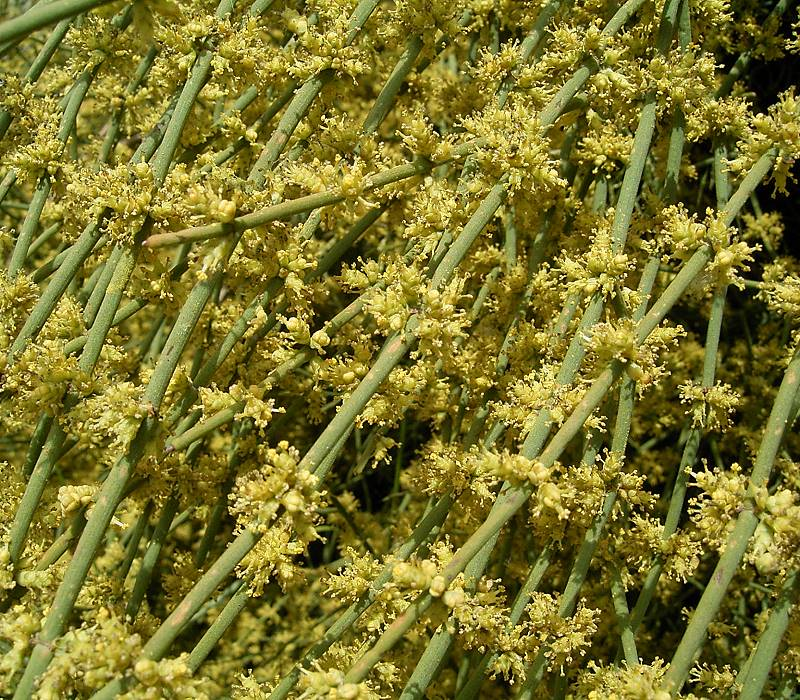
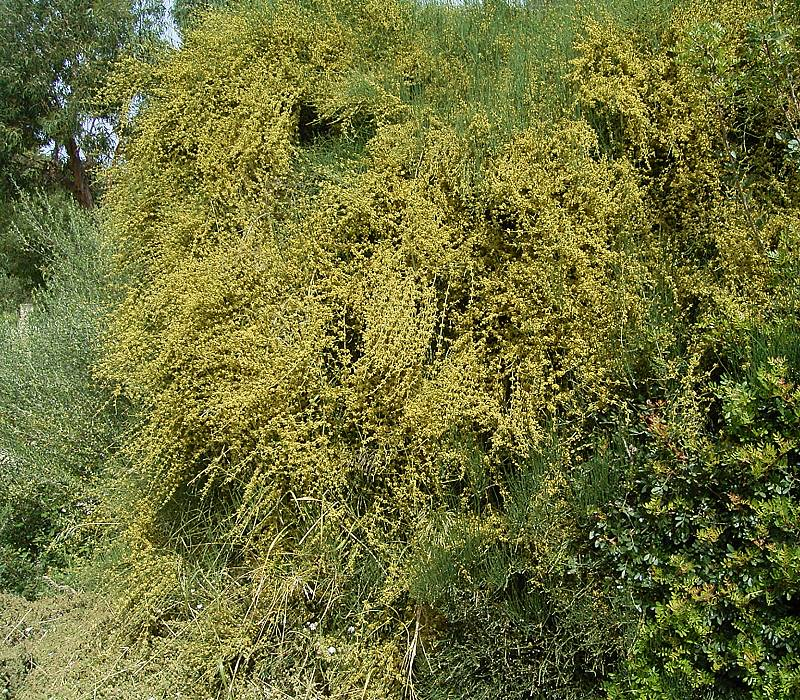
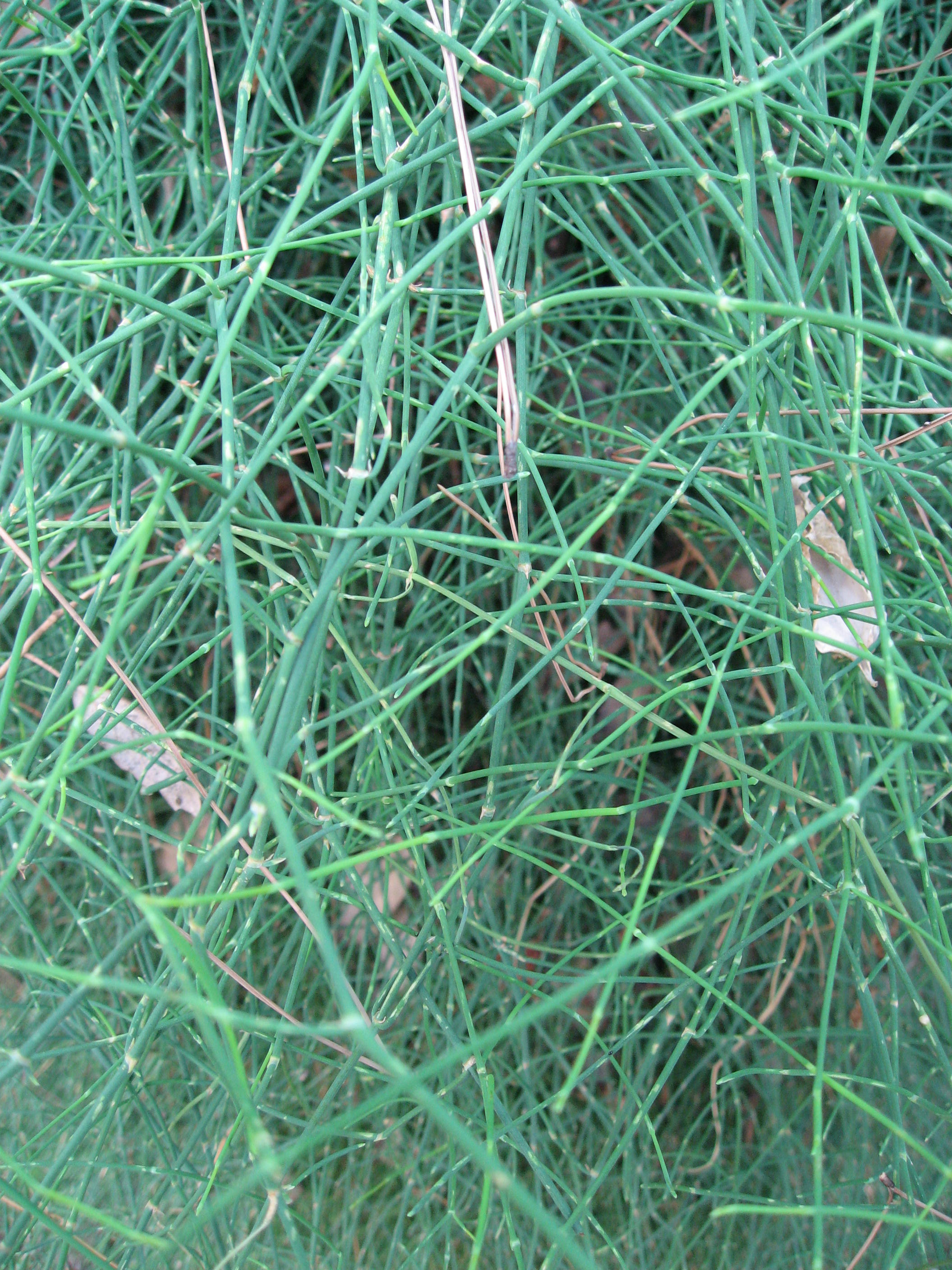